# Мирицетин
Мирицетин относится к классу флавоноидов полифенольных соединений с антиоксидантными свойствами. Мирицетин может быть получен непосредственно из кемпферола.

## Нахождение
Обычные пищевые источники мирицетина: овощи (включая помидоры), фрукты (включая апельсины), орехи, ягоды, чай, и красное вино. Впервые был выведен из коры дерева красная восковница (Myrica rubra). 
По данным Министерства сельского хозяйства США, наиболее богаты следующие пищевые источники мирицетина: концентрат сока ежевики — 20,85 мг/100 г,  сырой фенхель — 19,8 мг/100 г, петрушка — 14,84 мг/100 г, ягоды годжи (лайчи), сушеные — 11,4 мг/100 г . По данным базы Phenol-Explorer, мирицетина в грецком орехе — 65,2 мг/100 г, голубика — 13.65 мг/100 г.

## Влияние на организм
Несколько исследований in vitro и in vivo продемонстрировали полезные эффекты мирицетина, в том числе его антиоксидантный и противовоспалительный. Мирицетин может стать перспективной пищевой добавкой для вспомогательных гипогликемических средств.. Мирицетин может выполнять функции улучшения резистентности к инсулину, антиальдозные, антинеферментативные, гликирующие и гиполипидемические функции, которые могут внести свой вклад в профилактику сахарного диабета и диабетических осложнений.
Мирицетин улучшает когнитивную функцию у мышей. 
Исследование показало, что пищевой флавоноид мирицетин значительно подавлял экспрессию гепсидина, главного регулятора гомеостаза железа, увеличивал количество эритроцитов и уровень гемоглобина. Может представлять собой новую терапию для лечения заболеваний, связанных с дефицитом железа.

### Антимикробная активность
Является очень перспективным соединением для предотвращения распространения ВИЧ. Оказывает определенное терапевтическое действие на COVID-19. Мирицетин проявляет свою противовирусную активность в отношении вируса бронхита.

### Противоопухолевое действие
Многочисленные исследования подтвердили, что мирицетин обладает сильным противораковым действием против различных видов рака посредством различных механизмов. 
Мирицетин ингибирует пролиферацию опухолевых клеток при следующих заболеваниях: 
- рак печени[14],
- лейкемия[15],
- рак молочной железы[16][17][18],
- хориокарцинома плаценты человека[19],
- остеосаркома собак[20],
- кишечная неоплазия[21].

Мирицетин индуцирует апоптоз раковых клеток при следующих заболеваниях: 
- рак яичников[22],
- хориокарцинома плаценты человека[19],
- рак толстой кишки[23][24],
- глиома[25][26][27],
- рак печени[28],
- рак щитовидной железы[29][30].

Мирицетин подавляет распространение и проникновение раковых клеток в соседние ткани при следующих заболеваниях: хориокарцинома плаценты человека, рак молочной железы, холангиокарцинома, рак печени, рак простаты, глиома.

## Биодоступность
Фармакокинетическое исследование показало, что биодоступность мирицетина составила 9,62% и 9,74% при двух пероральных дозах (50 мг/кг и 100 мг/кг, соответственно), что свидетельствует о слабой абсорбции мирицетина после перорального приема. 